# Jassa spinipes
Jassa spinipes is een vlokreeftensoort uit de familie van de Ischyroceridae. De wetenschappelijke naam van de soort is voor het eerst geldig gepubliceerd in 1829 door Johnston.